# Gilserberg
Gilserberg é um município da Alemanha, situado no distrito de Schwalm-Eder, no estado de Hesse. Tem 61,58 km² de área, e sua população em 2019 foi estimada em 2.943 habitantes.